# دوبريشت
دوبريشت هي بلدية تقع في إقليم أرجيش في رومانيا.

## السكان
حسب إحصائيات 2002 بلغ عدد سكان القرية 1,844 نسمة.